# Nordbahnbrücke
Die Nordbahnbrücke verbindet die Wiener Gemeindebezirke Brigittenau und Floridsdorf. Auf ihr rollt der Zugverkehr der Nordbahn, der Nordwestbahn sowie der Wiener Schnellbahn über die Donau. Außerdem ermöglichte sie Fußgängern bis zur Eröffnung der heute als Georg-Danzer-Steg bezeichneten U6-Donaubrücke das Überqueren des Flusses.
Am 6. Jänner 1838 befuhr der erste Zug der Kaiser Ferdinands-Nordbahn die beiden Holzbrücken über die damals noch nicht regulierte Donau und einen ihrer Seitenarme. Diese Brücken befanden sich nicht am Ort der heutigen Brücke.
Als letzte der neuen Eisenbahnbrücken über die regulierte Donau wurde die Kaiser-Ferdinand-Nordbahnbrücke 1877 eröffnet. Sie wurde als zweigleisige Brücke mit parabolisch geformten Fachwerkträgern und vier Stromöffnungen errichtet. Die Pfeiler wurden mittels Caissons durch die Bauunternehmung Gebrüder Klein, A. Schmitz & E. Gaertner errichtet und sind heute noch in Verwendung. Die schmiedeeisernen Teile lieferte die im Besitz Erzherzog Albrechts stehende Erzherzogliche Industrieverwaltung Teschen.
So wie fast alle anderen Wiener Donaubrücken auch – einzige Ausnahme war die Reichsbrücke – wurde die Nordbahnbrücke während des Kampfs um Wien Anfang April 1945 von der deutschen Wehrmacht gesprengt.
In der Nachkriegszeit endeten die Nordbahnzüge bis 1959 am Bahnhof Wien Floridsdorf. Die Nordbahnbrücke wurde mit stählernen Halbparabelträgern wieder aufgebaut und war 1957 wieder befahrbar, die anschließende Strecke zum Praterstern aber noch nicht fertiggestellt, so dass der fahrplanmäßige Zugsverkehr über die Nordbahnbrücke erst am 31. Mai 1959 aufgenommen werden konnte. Von diesem Tag an übernahm sie auch den Verkehr der Nordwestbahn, da nun die Nordwestbahnbrücke stillgelegt und zur Straßenbrücke umgebaut wurde. Mit der Eröffnung der Schnellbahn in Wien am 16. Jänner 1962 wurde die Nordbahnbrücke Teil der Schnellbahnstammstrecke zwischen Meidling und Floridsdorf. Der S-Bahn-Verkehr wurde seit damals stark verdichtet und weist heute zur Hauptverkehrszeit ein 3-Minuten-Intervall auf.
Im Zuge der Errichtung des stromabwärts an der Donau gelegenen Kraftwerks Freudenau musste die 7000 Tonnen schwere Nordbahnbrücke 1992 um 170 Zentimeter gehoben werden, um die Durchfahrtshöhe von acht Metern für die Schifffahrt beizubehalten. Dazu musste im August 1992 der Bahnverkehr zwei Wochen lang eingestellt werden.

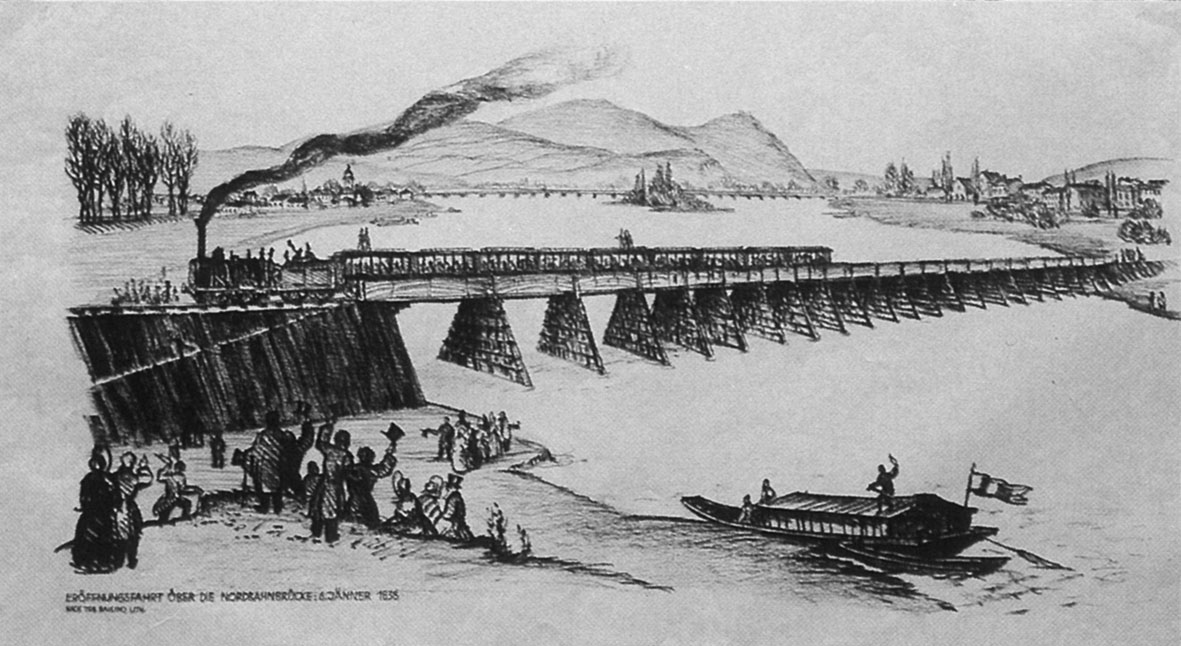
Die erste Nordbahnbrücke über die noch nicht regulierte Donau mit dem Eröffnungszug am 6. Jänner 1838
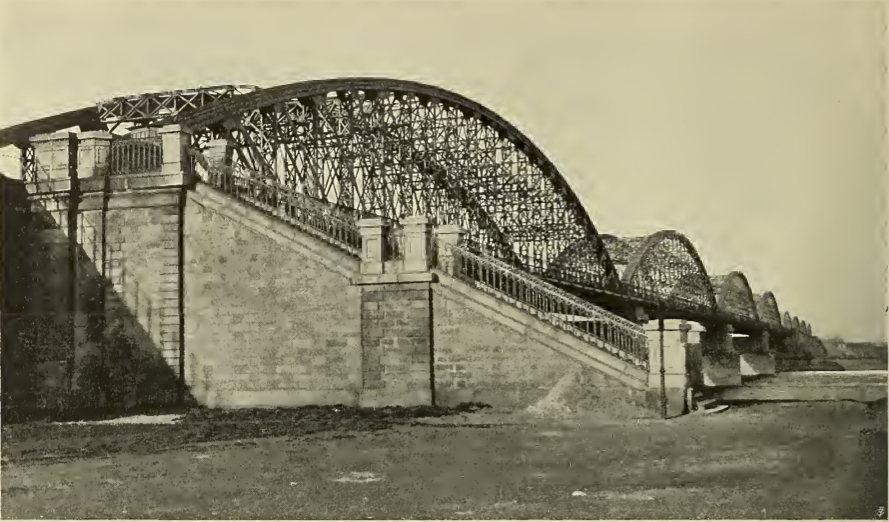
Die Nordbahnbrücke 1877
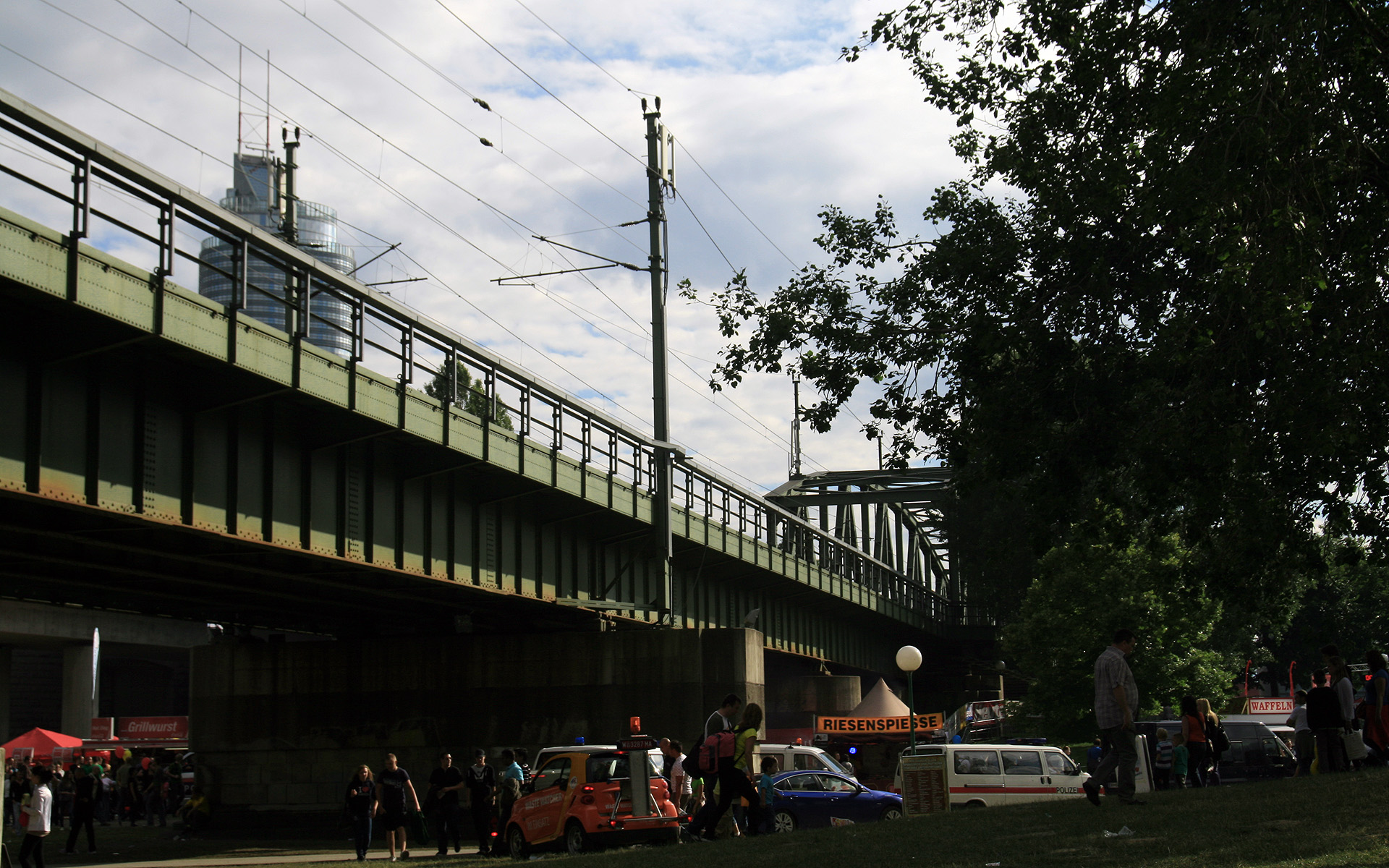
Nordbahnbrücke über der Donauinsel
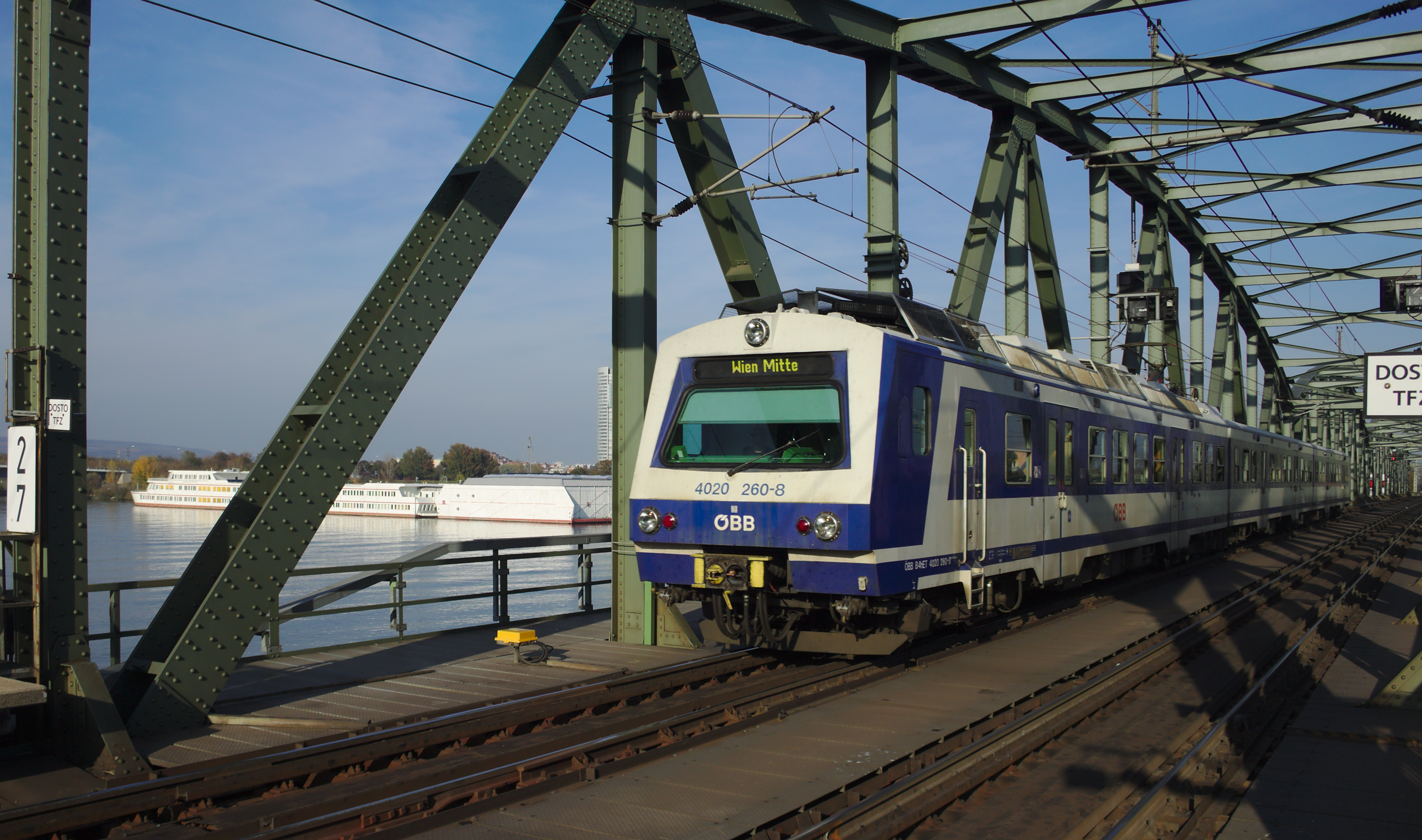
Nordbahnbrücke mit S-Bahn